# Les Pirates (groupe)
Pour les articles homonymes, voir Pirate (homonymie).
 (décembre 2012).
Si vous disposez d'ouvrages ou d'articles de référence ou si vous connaissez des sites web de qualité traitant du thème abordé ici, merci de compléter l'article en donnant les références utiles à sa vérifiabilité et en les liant à la section « Notes et références ».
Les Pirates est un groupe de rock français, qui a connu brièvement le succès au début des années 1960.

## Carrière
Le groupe apparaît en juillet 1961, avec un premier EP 45T comprenant 4 titres, dont une adaptation du tube américain Hats Off To Larry de Del Shannon, intitulée en français : Oublie Larry. Sans atteindre la popularité des deux grands groupes de l'époque qui les précèdent, Les Chaussettes Noires et Les Chats Sauvages, il connaît un assez bon succès national avec des disques enregistrés sous le label Bel-Air, lié à Barclay. Leurs premiers disques, en 1961, ont un son très rock et puissant (Le Jet, Tu mets le feu, Mon petit ange ...). Avec l'arrivée du twist, en 1962, leurs interprétations s'assagissent (certainement contre leur gré), à grand renfort de saxophone, piano et chœurs féminins annonçant l'époque Yéyé. Ils produisent toutefois quelques titres brillants (Dany) et enlevés (Caroline, Entre toi et moi ...).
Le groupe est composé de 
- Dany Logan † (chant),
- Jean-Pierre Malléjac † (guitare solo),
- Jean-Pierre « Hector » Orfino (guitare rythmique),
- Jean Veidly (basse),
- Michel Oks (batterie),

Un premier batteur prénommé Jean-Pierre fera partie de la première mouture du groupe à l'été 61 mais sera vite remplacé par Michel Oks.
Ils se produisent pour la première fois sur scène 14 juillet 1961 à la  Garenne-Colombes. Très vite reconnu comme le troisième groupe de rock français par les jeunes, le quatrième étant le sérieux concurrent groupe de rock, Les Vautours, avec Vic Laurens à leur tête, ils passent fin 61 au Tabarin. On peut les voir au printemps au Golf Drouot. En mai 1962 ils sont à l'ABC. Ils passent en vedettes à l'Olympia le même mois (avec la chanteuse Gelou et Danyel Gérard en première partie). Toujours en 1962, du 29 octobre au 3 novembre, ils sont encore à l'affiche de l'Olympia de Paris pour le « Milk Shake Show » patronné par le Comité Français des producteurs de lait. En décembre ils participent, avec d'autres groupes de l'époque, à un spectacle « sous chapiteau » qui se transforme vite en « galère » du fait de l'organisation et surtout en raison de températures sibériennes (l'hiver 1962-63 fut terriblement froid).
Début 1963, l'armée commence à se rappeler au bon souvenir du groupe, et Jean-Pierre Malléjac est le premier à partir, remplacé à la guitare par Robert Grospeigne (dit Gretsh). Claude Ciari des Champions assure également quelques remplacements sur scène. Le 3 mars, à l'issue d'un concert à la Mutualité de Paris, Dany Logan quitte le groupe pour entamer une carrière solo de très courte durée (1963-1964). Il est remplacé, brièvement, pour quelques galas par un jeune chanteur anglais, Tony Victor, puis par Tony Morgan (Jean-Pierre Gruszka introduit dans le groupe par Michel Oks) avec lequel la formation (alors recomposée de Michel Oks, Jean Veidly, Jean-Pierre Orfino et Jean-Louis Licard) enregistre en mai un unique EP 45 tours qui sort en juin 1963. Le style de ce dernier 45 tours, assez décontracté et déconcertant, plus proche d'un rock déjà affadi par le twist et le yéyé naissant, ne rencontre pas un grand succès,. Les Pirates savent d'ores et déjà que le service militaire va séparer le groupe dans quelques mois (Jean-Pierre Malléjac est déjà sous les drapeaux depuis le début de l'année), mais ils repartent et se produisent sous cette formation, avec un Hector barbu, pendant l'été et l'automne 1963. Le 12 juillet 1963 ils passent au Golf Drouot avec Moustique pour la dernière soirée de la saison 1962-63 ; le 22 juillet 1963  le groupe se produit en vedette à Mantes-la-Jolie avec Hector et ses Médiators, Long Chris et Moustique. Le 14 août 1963, ils doivent participer à un festival de rock à Liège au château de "Fraiture" avec Moustique, Alice Dona, Gillian Hills, mais le concert est annulé pour cause d'un départ d'incendie dans le  château quelques jours plus tôt. Durant l'été, ils tournent sur le car podium de Radio Luxembourg, enfin le 2 novembre 1963 on peut les voir à Poissy en vedette pour la finale d'un concours de rock de groupes amateurs, avec Danny Boy et les Pénitents. Début 1964, rattrapé par l'armée et le début de la vague du rock britannique, le groupe se sépare. Il donne son dernier concert à Lille, au gala de la police, le 7 janvier 1964. Piliers du Golf Drouot, on peut les voir encore lors d'une soirée festive, le 1er mars suivant. L'épopée des Pirates s'achève là.
En 1979, les Pirates - Dany Logan, Jean-Pierre Malléjac et Jean Veidly avec la complicité de Willy Lewis au studio LSB à Paris, se retrouvent le temps d'un dernier 33 tours intitulé « Quelques années plus tard ».
Après diverses activités, Jean Veidly  reprend le répertoire des Pirates. Il les fait revivre une première fois à l'Olympia le 20 juin 2004 (où il interprète « Oublie Larry»  et « Je bois du lait ») ; il chante depuis accompagné par le groupe Les Corsaires. Il se produit au Petit Journal Montparnasse et fait partie du concert Rock' n 'Roll Legend aux côtés de Danny Boy, Vic Laurens, Mike Shannon à La Cigale en 2011. Le 22 janvier 2016 Michel Oks (à la batterie) retrouve Jean Veidly (au chant) sur la scène du Petit Journal Montparnasse.

## Discographie

### EP 45T
1961 (avec Dany Logan) - Bel Air records
- Oublie Larry / Le Jet / Je bois du lait / Tu mets le feu
- Cutie Pie / Mon petit ange / Ding dong et tchouga tchouga / Comme un fou

1962 (avec Dany Logan) - Bel Air records
- Dany / Je te dis merci / Twist twist Baby / Caroline
- Twist de Paris / Spring twist / La route du twist / Oh ! Donne-moi ton cœur
- Laissez-nous twister / Cri de ma vie / Le Slow twist / Danse un twist
- Madison Time / P'tit wap / Sur ma plage / De tout mon cœur
- Le Loco-motion / Sheila / Dancin' Party / Milk shake
- Entre toi et moi (seulement sur deux pistes avec comme autre côté : « Twist de Paris »)

1963 (avec Tony Morgan) - Bel Air records
- C'est elle / Je pleure aussi / Joli cœur / Chérie ce s'ra moi

Dany Logan (en solo) - Bel Air records
- Donne tes seize ans / Chouette, Choc, Cherie / Dis-lui / Vous les filles (1963)
- Le soleil de l'été / Mon Cœur à Juan-Les-Pins / Pas de chance / Spécial blue-Jeans (1963)
- Qu’en fais-tu / Nous n’avons que seize ans / Elles viennent / Y’a que toi (1964)

Inédits (avec Dany Logan)
- Le Chocolat "Mon Chéri" (publicité) - sur CD (MUSIDISC REC.)

### LP 33T
1962 : Salut les Amis (album 25 cm)
- Oublie Larry / Cutie Pie / Tu mets le feu / Je bois du lait / Twist twist Baby / Dany / Je te dis merci / Comme un fou / Caroline / Le Jet

1962 : Milk Shake (album 25 cm)
- Milk shake / Le Condamné / Spring twist / Sur ma plage / P'tit wap / L'ABC du madison / De tout mon cœur / Un jour sans toi / Le Slow twist / Twist de Paris

1974 : Le Rock Des Années 60 Vol. 1 (album 33t) Disques Musidisc 30 CV 1319) (Collection Variété)
1974 : Le Rock des Années 60 (double album 33t) Disques Festival Album 177 (100.166 et 100.167)

### CD
- 1990 : Les Pirates : Je bois du lait (Vol.1) (Musidisc 107.042) 18 titres
- 1991 : Les Pirates Vol. 2 (Musidisc 107.762) 20 titres
- 1998 : Les Pirates : L'intégrale (Magic Records) (Double CD)
- 2000 : Les Pirates EP Volume 1 & 2 (Twist #200-1/2)
- 2012 : Les Pirates avec Dany Logan (Rdm) (Double CD)
- 2015 : Dany Logan et Les Pirates Golf Drouot Special (Mercury Music Group) 32 titres